# Дюла Чеснекі
Дюла Чеснекі (угор. Cseszneky Gyula; 28 червня 1914, Надьмайор, Королівство Угорщина (нині — Словаччина), Австро-Угорщина — після 1970, Бразилія) — угорський поет, перекладач, політик в роки Другої світової війни.

## Біографія
Батько Дюли — родовитий аристократ Ференц Чеснекі, мати — Марія Ханджак, дочка багатого торговця зерном. Після закінчення Першої світової війни більшість сімейних маєтків були конфісковані сербським урядом. Дюла рано виявив схильність до літератури і поезії. Крім рідної угорської, володів німецькою, італійською та хорватською. Під час навчання у військовій школі в Італії перевів на угорську мову кілька поем Габріеле д'Аннунціо.
У 1940 як офіцер резерву угорської армії взяв участь у ре-анексії Північної Трансільванії. У 1941 увійшов до таємної ради номінального короля Хорватії Томіслава II, проте пішов у відставку з цього поста, глибоко розчарувавшись внутрішньою політикою усташського режиму.
У серпні 1943 був проголошений, не без впливу своїх друзів в Італії та родичів на Балканах, великим воєводою Македонії і регентом Піндсько-Мегленського князівства.
Граф, чий рід вважався печенізьким за походженням, був переконаний, що його підопічні мегленорумуни є нащадками середньовічних кочівників-печенігів. Під ім'ям «Князь Юлій I» він в серпні-вересні 1943 правив двоєдиною державою «Principato del Pindo e Voivodato di Macedonia» — проте, ніякої реальної влади не мав.
Закінчення війни граф зустрів в Будапешті.

## Нагороди
- Бронзова медаль «За хоробрість» (Угорщина)
- Пам'ятна медаль за звільнення Трансильванії
- Орден Витязя